# Squarehead
Squarehead — это инди-рок группа из города Дублин,Ирландия. Группа была основана в 2010 году; в её состав входят: Рой Даффи, Айан МакФэрлейн, Руан Ван Влиет
и Руадан О'Меара.

## Первые годы
Первым материалом группы были сольные песни Роя,исполнявшиеся на акустической гитаре. Рой и Айан были уже хорошо знакомы по совместной учёбе в школе,впоследствии они играли вместе в группе Vimanas. В 2009-м году, на одной из вечеринок Рой встретил Руана и пригласил его на джем-сейшен; после этого,он предложил ударнику присоединиться к своей группе.Первая профессиональная запись группы — K9 Sessions — вышла в августе 2010 года. Запись проходила в рамках эфира на радио Phantom FM. На запись вошли песни "Axes Of Love", "Cathy's Clown" — кавер на Everly Brothers и "Circle". В то же время дублинцы начинают давать первые концерты: в основном это акустические сессии,на которых группа собирала небольшое количество людей. В том же,2010 году,группа выпускает песню "Fake Blood",которая станет визитной карточкой группы; впервые исполняет "Get Light" на выступлении в одном из дублинских ресторанов (репортаж Cock And Bull).

## 2011-2013. Yeah Notning и Out Of Season
2011 год для группы стал невероятно насыщенным. В марте Sqarehead выпускают песни "Baseball Ghosts" и "Midnight Encilada" на сингле,название которого состоит из названий этих же песен. Через месяц группа выпускает свой дебютный клип на "Midnight Enchilada". После небольшой серии лайв-выступлений группа отправляется в студию на запись первого лонгплея. Официальной датой релиза дебютного альбома "Yeah Nothing" стало 16 сентября 2011 года; 14 августа 2011 года альбом вышел на Bandcamp-странице группы. Релиз получил хорошие отзывы прессы, критиков и многих пользователей сайта Bandcamp; на звучание группы было отмечено огромное влияние The Beatles и The Beach Boys. 28 октября 2011 года состоялся релиз EP "Just a Tragedy/Attention to Detail". Это совместный EP Squarehead и дублинского инди-поп музыканта Патрика Келлегера. Пластинка содержит две песни  — их названия указываются в названии самого EP. Жанры мини-альбома: джаз, лаундж и инди-поп.
С конца 2011 года до начала 2012 года команда продолжает давать концерты,после чего отправляется в Нью-Йорк. Целью отправления за Атлантический Океан становится запись совместного с дублинскими коллегами по цеху So Cow альбома "Out Of Season". Запись проходила в студии лейбла Inflated Records. 13 ноября 2012 года альбом стал доступен на Bandcamp-странице Inflated Records. 19 октября, в студии Popical Island (c которой группа очень хорошо сотрудничает) дублинцы презентовала три новых трека с альбома: "More Quickly", "C'mon Man", "Hammertime". 7 ноября,в эфире радиостанции WFMU, группа поделилась почти всеми треками нового альбома. Единственным треком, не исполненным в эфире, но вышедшем в новом альбоме, стал "Sicknote". На том же выступлении была исполнена "Two Miles", которая будет выпущена в альбоме "RESPECT" годом позже. Группа не отошла от уже привычного гранж-поп, рок'н'ролл и инди-рок звучания.

## RESPECT
В начале 2013 года группа, успевшая вернуться в Дублин, возвращается в Соединённые Штаты. Группа выступает в Остине в рамках фестиваля SXSW. Выступление сопровождалось многократными техническими проблемами, но в итоге публика остаётся довольной. Отыграв концерты в Ирландии в начале-середине года, группа отправляется в Arad Studios для записи третьего альбома. Неожиданно, группа теряет свой лейбл Richter Collective; это приводит к тому, что группе приходится выпускать "RESPECT" только на своей Bandcamp-странице. Альбом записывался летом 2013 года, вышел — 20 сентября того же года. Был представлен 26 сентября 2013 года выступлением в Moxie Studios.
По словам Роя Даффи, группа физически, а самое главное, морально "выгорела", создавая пластинку. Альбом получился очень насыщенным в плане звучания, возможно на это повлияло улучшение качества звука. Лонгплей резко отличается от созданных ранее альбомов: музыка "RESPECT"-а проникнута влиянием групп Nirvana и Sonic Youth, полна тяжелой лирики: затрагивались темы несчастной любви, смерти, предательства, моральных терзаний и психоделии; в песне "Crystal Ocean" была затронута тема гомосексуализма. Тем не менее, пользователи сайта Bandcamp положительно приняли альбом; выпущенный в 2014-м году клип на песню "2025" был занесён в список самых лучших клипов ирландской музыки, составленный журналом Nialler9 (туда также вошли такие музыканты, как Kodaline, U2, My Bloody Valentine, Cranberries, Hozier и т.д.), песни "2025", "Two Miles" и "John Of God" стали хитами среди поклонников группы ("2025"  — особенно).
После выпуска альбома,группа принимает решение взять перерыв: Айан продолжает работу с коллективом Kid Karate, Руан продолжает вести активную работу художника.

## Перерыв. "High Time"
31 мая 2017 года лейбл Paper Trail Records выпустил альбом "Choice". Этот альбом представлял из себя не изданные ранее композиции различных ирландских исполнителей. Альбом был выпущен в поддержку закона о легализации абортов в Ирландии (до 2018 года были запрещены). В альбоме присутствует композиция "Ignorance".
В апреле 2017 года музыканты выкладывают на своей Bandcamp-странице песню Waves. Особого ажиотажа пластинка не получила,музыкантами релиз не освещался. А вот в середине июня 2017 года дублинское трио выпускает клип на эту песню (первая видеоработа с 2014 года). СМИ сингл встретили тепло, слушателям композиция также понравилась, но "Waves" в корне отличается от того, что группа создавала раньше. Музыканты после релиза продолжали периодически выступать, в сет-листах уже появлялись песни, которые фанаты группы не слышали раньше, и в качестве сессионного участника к группе присоединился Руадан О'Меара (гитара, синтезатор).
В декабре 2018 года группа представляет клип на новую песню "Always On". Это окончательно подтверждало работу о новом альбоме. В описании к песне на своей странице в Bandcamp музыканты отметили,что редкость выпуска нового материала объясняется вынужденным перерывом для улучшения морального здоровья после выпуска "RESPECT"-а.
За все три новых релиза хорошо видно как ирландские инди-рокеры активно отходили от своего привычного звучания: ни на одной из выпущенных песен нет скримов,гитарное звучание более смягченно, а также добавлены синтезаторы.
В 2019 группа часто намекала на близость третьего альбома; весной группа дала три выступления в Дублине,где стабильно исполняла новый материал. 19 июня 2019 года группа выпускает новый сингл "Morning",а уже на следующий день объявляет о первом за 6 лет альбоме — "High Time". Все треки, выпущенные после "RESPECT", войдут в альбом (считая "Ignorance"). Точной датой релиза объявлено 27 сентября 2019 года. C 20 июня доступен предзаказ альбома. Также 20 июня в течение нескольких часов альбом был доступен для прослушивания на Bandcamp-странице коллектива, в тот же день альбом был удалён.